# Тбилиси (аэропорт)
Международный аэропорт Тбилиси имени Шота Руставели (груз. თბილისის შოთა რუსთაველის სახელობის საერთაშორისო აეროპორტი) (ИАТА: TBS, ИКАО: UGTB) — главный аэропорт Грузии, расположен недалеко от столицы Тбилиси с восточной стороны.
Относится к холдингу TAV Airports.
В феврале 2007 года была завершена реконструкция аэропорта. Были построены новый международный терминал, паркинг, усовершенствованы перрон, рулёжные дорожки и взлётно-посадочные полосы, а также приобретено погрузочно-разгрузочное оборудование. Была построена железнодорожная ветка в центр города. Дважды в день поезда отправляются в каждом из направлений. Улица Джорджа У. Буша ведёт из аэропорта в центр Тбилиси.
Аэропорт строился как современный и функциональный объект, при строительстве применялись высокие технологии. Он разработан для обеспечения оптимального обслуживания потоков пассажиров и багажа с паркинга на самолёты, полная полезная площадь составляет 25 000 м². Существует возможность дальнейшего расширения терминала без остановки функционирования. В аэропорту действуют точки общественного питания, магазины беспошлинной торговли и представительства компаний по прокату автомобилей.
Общая стоимость проекта реконструкции международного аэропорта Тбилиси составила 90,5 млн долл. Пропускная способность нового здания терминала — 2,8 млн пассажиров в год. В 2016 году количество пассажиров, обслуженных международным аэропортом Тбилиси, увеличилось до 2 253 000 пассажиров. В 2017 году аэропорт Тбилиси обслужил 3 164 000 пассажиров. За 2018 год аэропорт Тбилиси обслужил 3 808 619 пассажиров.

## Авиакомпании и направления

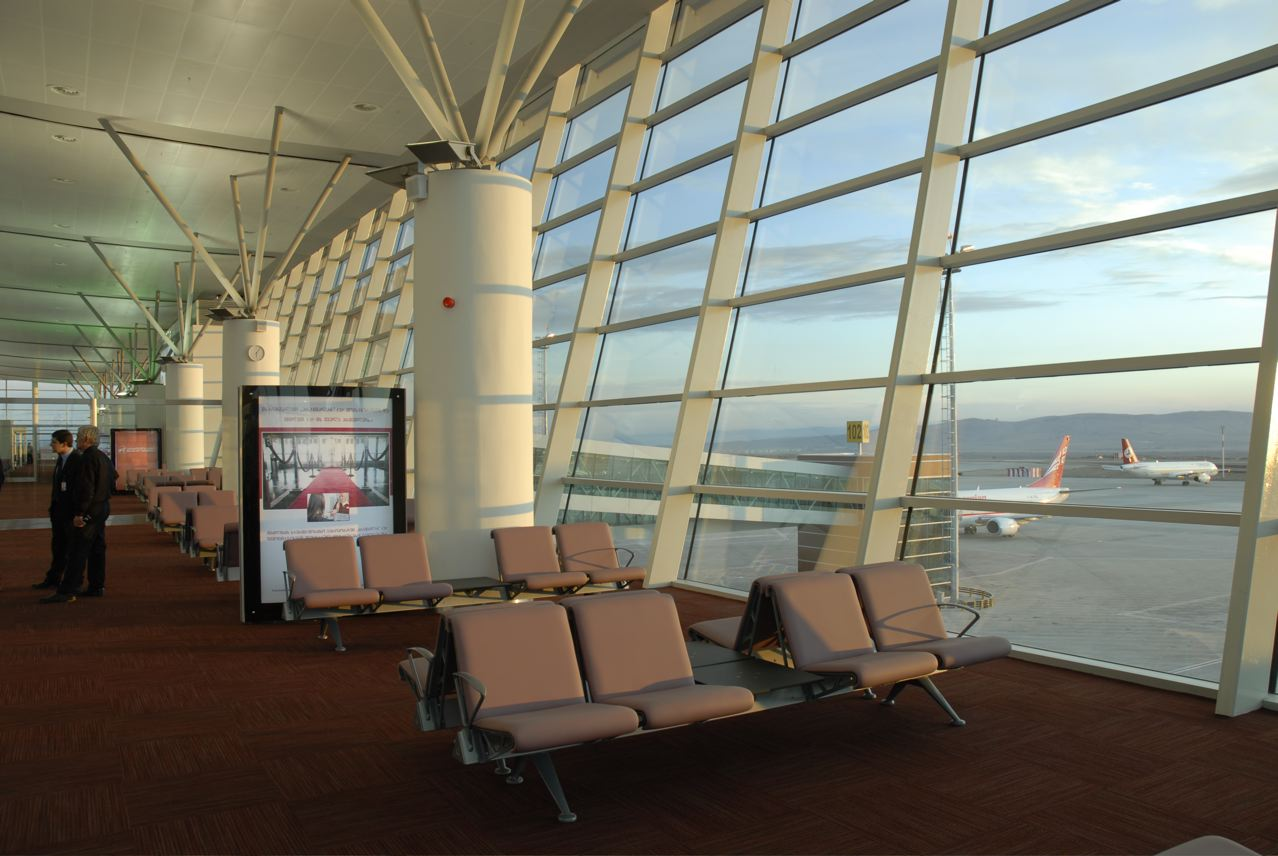
Зал вылета
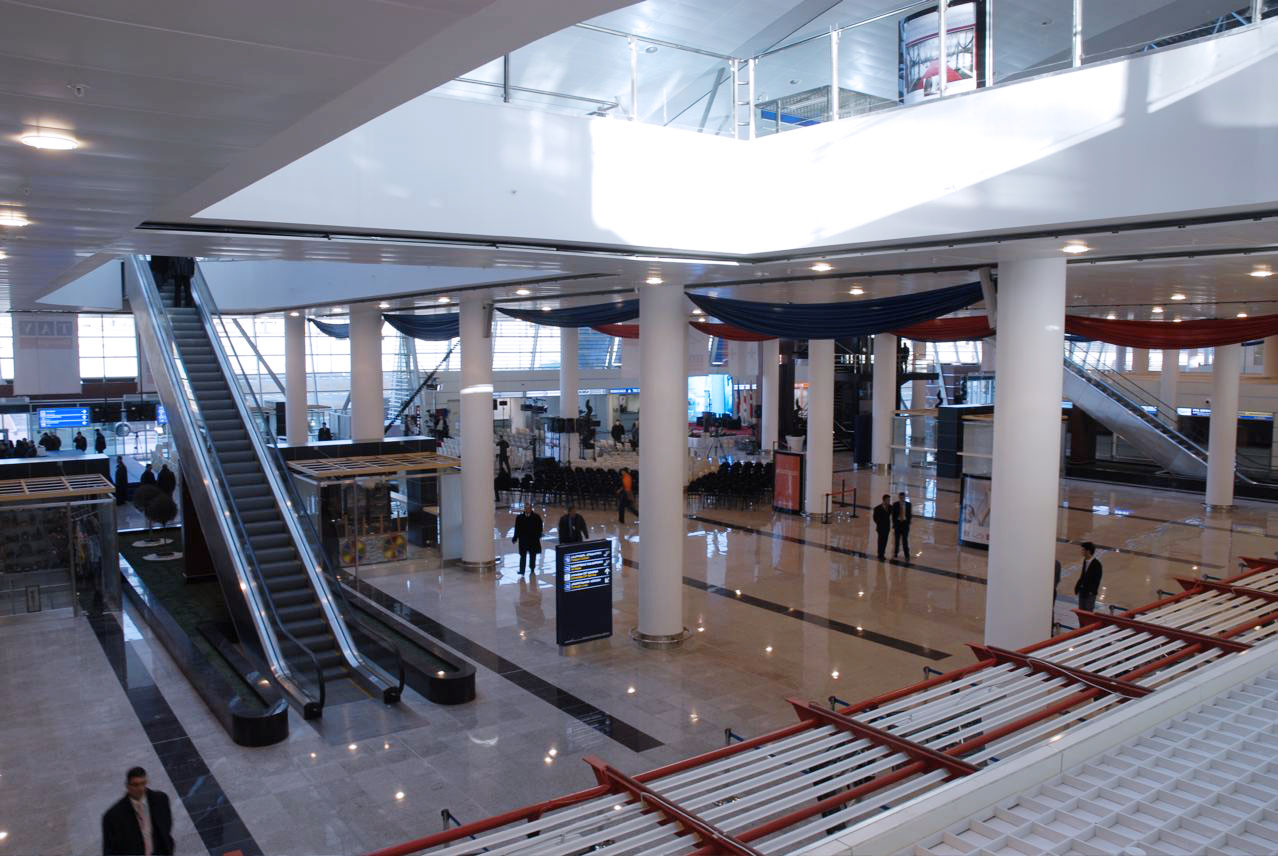
Первый этаж
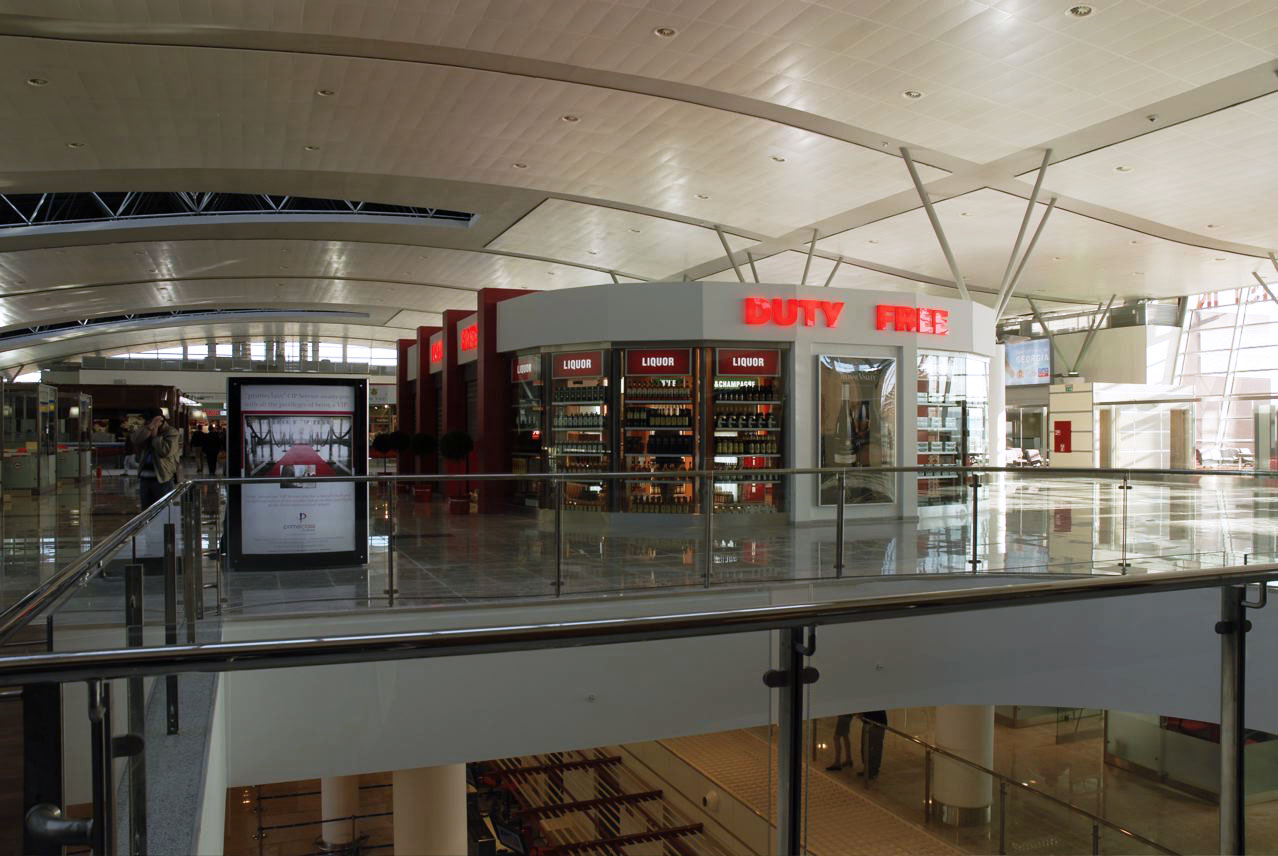
Второй этаж

## Показатели деятельности
Данные из запроса в Викиданные.
| Год                                    | 2008    | 2008    | 2008    | 2009    | 2009    | 2010    | 2010    | 2011    | 2011    | 2012    | 2012 | 2013      | 2013 |
| -------------------------------------- | ------- | ------- | ------- | ------- | ------- | ------- | ------- | ------- | ------- | ------- | ---- | --------- | ---- |
| Количество взлётно-посадочных операций | 014 494 | ▲       | 012 858 | ▲       | 014 494 | ▲       | 013 848 | ▼       | 016 468 | ▲       |      |           |      |
| Международные воздушные линии          | 09 650  | 09 692  | ▲       | 011 358 | ▲       | 013 444 | ▲       | 012 820 | ▼       | 015 372 | ▲    |           |      |
| Внутренние воздушные линии             | 01 608  | 01 142  | ▼       | 01 500  | ▲       | 01 050  | ▼       | 01 028  | ▼       | 01 096  | ▲    |           |      |
| Перевезено пассажиров                  | 547 150 | 567 402 | ▲       | 615 873 | ▲       | 714 976 | ▲       | 702 916 | ▼       | 822 772 | ▲    | 1 060 000 | ▲    |
| Международные воздушные линии          | 536 405 | 563 034 | ▲       | 610 650 | ▲       | 710 166 | ▲       | 698 990 | ▼       | 808 023 | ▲    |           |      |
| Отправления                            | 279 973 | 295 764 | ▲       | 317 928 | ▲       | 364 143 | ▲       | 356 704 | ▼       | 407 529 | ▲    |           |      |
| Прибытия                               | 256 432 | 267 270 | ▲       | 292 722 | ▲       | 346 023 | ▲       | 342 286 | ▼       | 400 494 | ▲    |           |      |
| Внутренние воздушные линии             | 010 745 | 04 368  | ▼       | 05 223  | ▲       | 04 810  | ▼       | 03 286  | ▼       | 013 995 | ▲    |           |      |
| Отправления                            | 06 102  | 02 236  | ▼       | 02 941  | ▲       | 02 532  | ▼       | 01 746  | ▼       | 07 358  | ▲    |           |      |
| Прибытия                               | 04 643  | 02 132  | ▼       | 02 282  | ▲       | 02 278  | ▼       | 01 540  | ▼       | 06 637  | ▲    |           |      |
| Транзит                                |         |         |         |         |         |         |         | 0 640   |         | 0 754   | ▲    |           |      |